# 이벨리나
이벨리나(Evelina, 1995년 5월 27일 ~ )는 핀란드의 싱어송라이터이다. 《더 보이스》 핀란드 시즌 1 참가자이다.

## 음반 목록
- 24K (2016)